# Radio Delta FM
 (janvier 2020).
Si vous disposez d'ouvrages ou d'articles de référence ou si vous connaissez des sites web de qualité traitant du thème abordé ici, merci de compléter l'article en donnant les références utiles à sa vérifiabilité et en les liant à la section « Notes et références ».
Radio Delta FM est une station de radio locale du sud de la France, destinée aux Provençaux et Languedociens avec de l'information locale, des bons plans sorties, des jeux de proximité, de la musique Hit and Gold et diffusant ses programmes dans les départements du Gard et de l'Hérault en région Occitanie, et des Bouches-du-Rhône en région PACA.

## Histoire
Créée en 1983, cette station de radio émet quotidiennement sur les ondes de Petite Camargue depuis quinze ans.

## Diffusion
- Radio Delta FM diffuse ses programmes sur la Camargue en utilisant la modulation de fréquence.

## Référence
1. ↑  « Delta FM sur les ondes de la Petite Camargue », 14 octobre 2019